# Christian Backs
Christian Backs (ur. 26 sierpnia 1962) – niemiecki piłkarz występujący na pozycji pomocnika, reprezentant NRD, trener piłkarski.

## Życiorys
Junior BFC Dynamo, w którym w 1980 rozpoczynał seniorską karierę piłkarską. W DDR-Oberlidze zadebiutował 23 maja 1981 roku w wygranym 4:1 spotkaniu przeciwko BSG Stahl Riesa. W latach 1981–1988 ośmiokrotnie z rzędu zdobywał ze swoim klubem mistrzostwo NRD. 26 lipca 1983 roku zadebiutował w reprezentancji w przegranym 1:3 meczu z ZSRR. Ogółem w reprezentacji rozegrał dziewięć spotkań, zdobywając także bramkę przeciwko Meksykowi (1:1). W sezonie 1989/1990 występował w SG Bergmann-Borsig, po czym wrócił do macierzystego klubu, przemianowanego na FC Berlin. W 1992 roku został piłkarzem Reinickendorfer Füchse, gdzie występował do 1997 roku. Następnie do 2004 roku był trenerem tej drużyny, prowadząc ją w ponad 200 meczach. Był także szkoleniowcem BFC Dynamo i Berliner AK 07.

## Statystyki ligowe
| Sezon         | Klub                   | Liga          | Mecze | Gole |
| ------------- | ---------------------- | ------------- | ----- | ---- |
| 1980/1981     | BFC Dynamo             | DDR-Oberliga  | 1     | 0    |
| 1981/1982     | BFC Dynamo             | DDR-Oberliga  | 20    | 5    |
| 1982/1983     | BFC Dynamo             | DDR-Oberliga  | 26    | 4    |
| 1983/1984     | BFC Dynamo             | DDR-Oberliga  | 25    | 2    |
| 1984/1985     | BFC Dynamo             | DDR-Oberliga  | 25    | 8    |
| 1985/1986     | BFC Dynamo             | DDR-Oberliga  | 19    | 1    |
| 1986/1987     | BFC Dynamo             | DDR-Oberliga  | 26    | 12   |
| 1987/1988     | BFC Dynamo             | DDR-Oberliga  | 15    | 0    |
| 1988/1989     | BFC Dynamo             | DDR-Oberliga  | 13    | 0    |
| 1989/1990     | SG Bergmann-Borsig     | DDR-Liga      | 18    | 3    |
| 1989/1990 (w) | FC Berlin              | DDR-Oberliga  | 6     | 0    |
| 1990/1991     | FC Berlin              | NOFV-Oberliga | 16    | 1    |
| 1991/1992     | FC Berlin              | Oberliga      | 27    | 5    |
| 1992/1993     | Reinickendorfer Füchse | Oberliga      | 31    | 1    |
| 1993/1994     | Reinickendorfer Füchse | Oberliga      | 25    | 2    |
| 1994/1995     | Reinickendorfer Füchse | Regionalliga  | 26    | 2    |
| 1995/1996     | Reinickendorfer Füchse | Regionalliga  | 23    | 0    |
| 1996/1997     | Reinickendorfer Füchse | Regionalliga  | 2     | 0    |